# Rhynchosia quadrata
Rhynchosia quadrata är en ärtväxtart som beskrevs av William Henry Harvey. Rhynchosia quadrata ingår i släktet Rhynchosia och familjen ärtväxter. Inga underarter finns listade i Catalogue of Life.